# Spoorlijn Bratislava–Komárno
De spoorlijn Bratislava - Komárno (lijn 131) is in het uiterste zuidwesten van Slowakije gelegen en haar tracé loopt ongeveer parallel met de Donau. Het grootste deel van deze lijn is niet geëlektrificeerd. Ze is enkelsporing en verbindt de hoofdstad Bratislava met de steden Dunajská Streda en Komárno waar overwegend Hongaars gesproken wordt. De lijn heeft een lengte van 97 kilometer en de maximumsnelheid bedraagt 80 km/uur.

## Geschiedenis

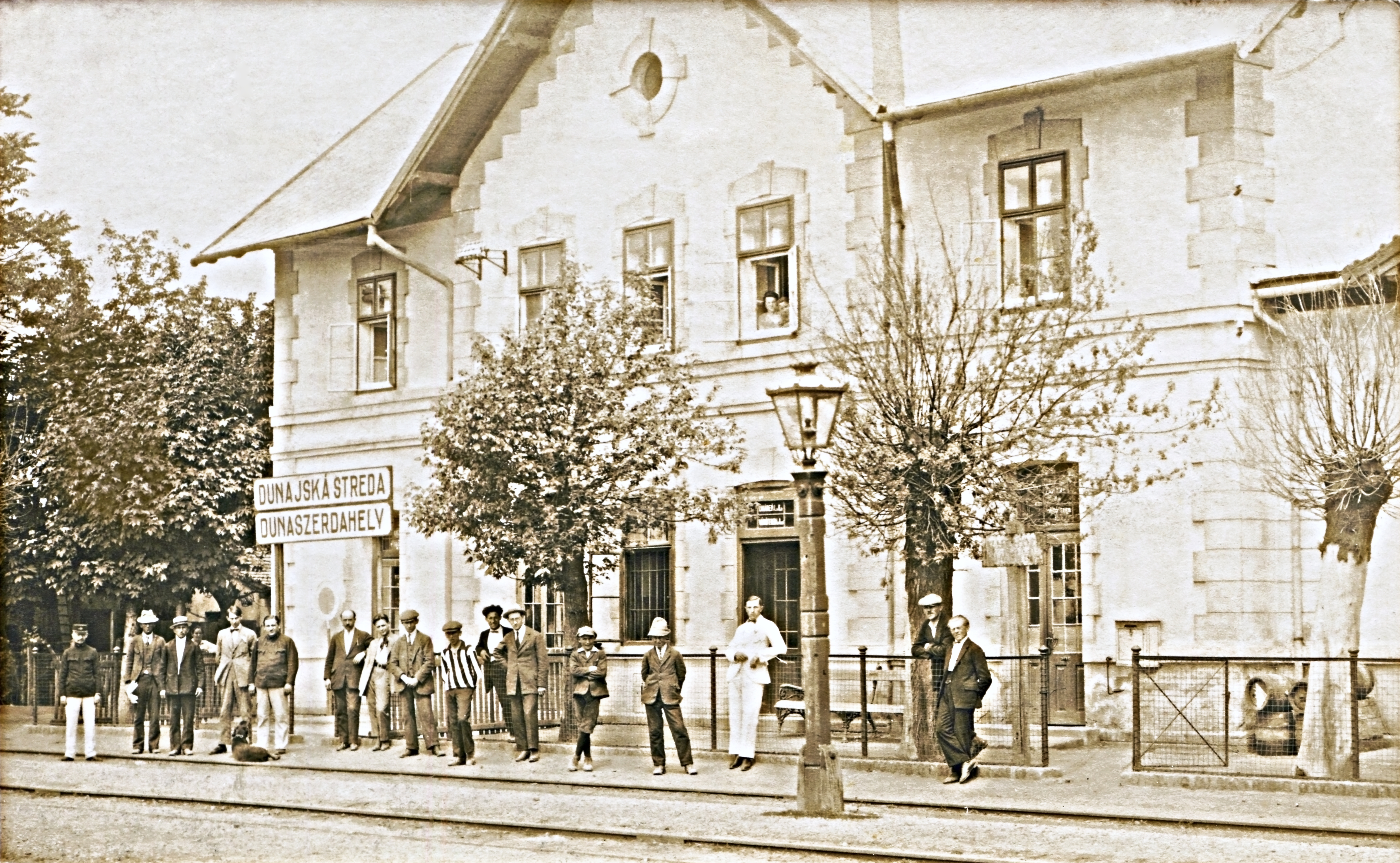
Station Dunajská Streda in 1930

De spoorlijn werd aanvankelijk -in de tweede helft van de 19de eeuw- in afzonderlijke delen door twee verschillende maatschappijen in bedrijf genomen. Het eerste deel omvatte het traject Bratislava - Dunajská Streda dat op 23 augustus 1895 in dienst werd gesteld. De tweede sectie, van Dunajská Streda naar Komárno, werd ruim een jaar later geopend: op 17 november 1896.
De twee ondernemingen fusioneerden in 1903 en zodoende ontstond de lokale spoorlijn Bratislava–Komárno. Door haar totstandkoming werd het landbouwgebied in het zuidwesten van Slowakije ontsloten. De plaatselijke toestand vergde bovendien de aanleg van een regionale lijn van Komárom (Hongarije) naar Nové Zámky via Komárno.
De lijn Komárno - Nové Zámky werd geopend in 1910. In datzelfde jaar werd in Komárno ter vervanging van de toenmalige halte een nieuw station gebouwd, dat op 10 mei 1910 zijn eerste passagiers verwelkomde. Dit nieuwe station lag ongeveer 150 meter verwijderd van het oorspronkelijke.
In die tijd lag het station Bratislava-Nivy (in het oosten van Bratislava) aan de oorsprong van de lijn. In 1962 werd een omleiding aangelegd die toeliet het station Bratislava-Nové Mesto (ten noorden van het oude stadscentrum) te bedienen in plaats van de halte Bratislava-Nivy. Nog later werd het station Bratislava hlavná stanica het nieuwe beginpunt van de lijn.
Vanaf 4 maart 2012 tot december 2020 werd het vervoer verzorgd door de onderneming RegioJet. Deze gebruikte verscheidene motorstellen die voorheen in Duitsland hun dienst reeds hadden bewezen. Vanaf september 2019 reed er ook een dubbeldektrein met een Siemens-locomotief. Sedert de beëindiging van het RegioJet-contract op 13 december 2020 is het vervoersbedrijf RegioJet vervangen door de samenwerkende maatschappijen Slowaakse Spoorwegen (ZSSK) en Oostenrijkse Spoorwegen (ÖBB), die tot 2023 gezamenlijk de dienst op de lijn verzekeren. 

## Stations en haltes
Stations (s) en haltes op de lijn: 
- Bratislava hlavná stanica (s)

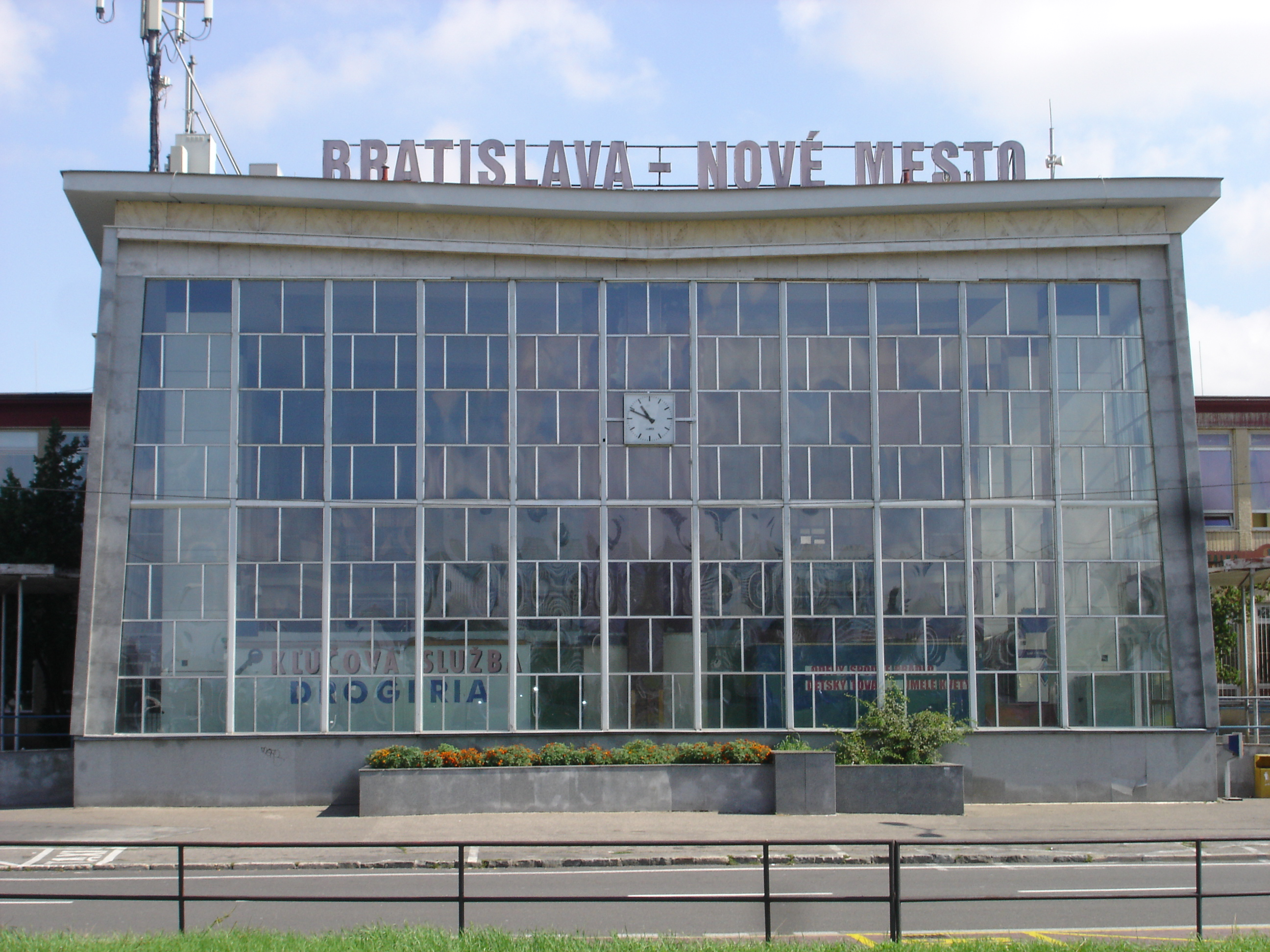
Station Bratislava-Nové Mesto

- Bratislava-Nové Mesto (s) - vertakking naar spoorlijn:
  - Bratislava – Štúrovo (lijn 130)
  - Bratislava – Hegyeshalom (lijn 132)
- Bratislava – Vrakuňa (s)
- Podunajské Biskupice (s)
- Rovinka
- Nové Košariská (s)
- Miloslavov
- Kvetoslavov zastávka
- Kvetoslavov (s)

- Malá Paka
- Veľká Paka
- Lehnice (s)
- Michal na Ostrove
- Orechová Potôň (s)
- Veľké Blahovo
- Dunajská Streda (s)
- Kútniky
- Dolný Bar
- Dolný Štál (s)

- Okoč
- Veľký Meder (s)
- Bodza
- Zemianska Olča (s)
- Okoličná na Ostrove
- Horná Zlatná
- Zlatná na Ostrove (s)
- Nová Stráž
- Komárno závody

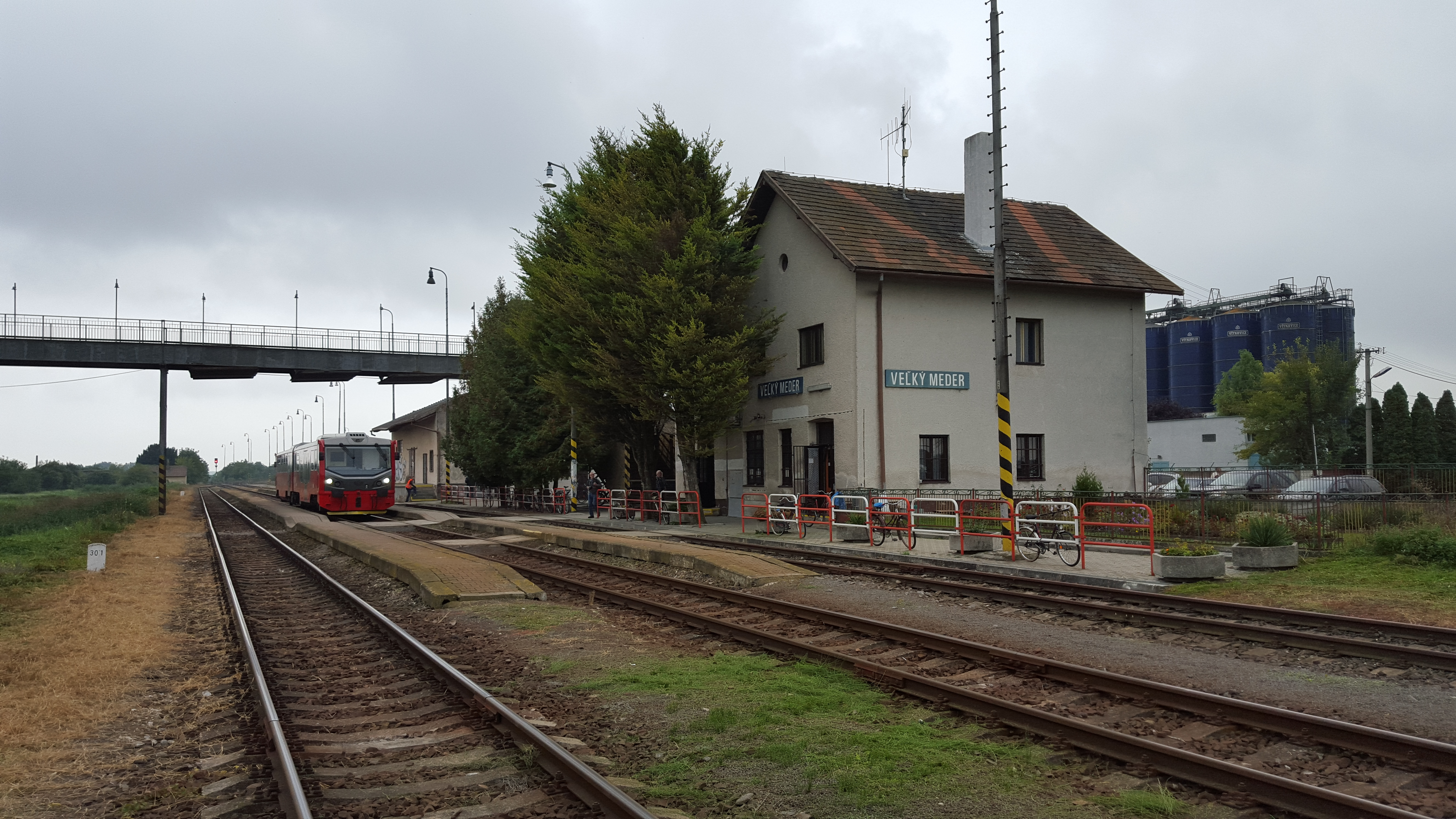
Station Veľký Meder

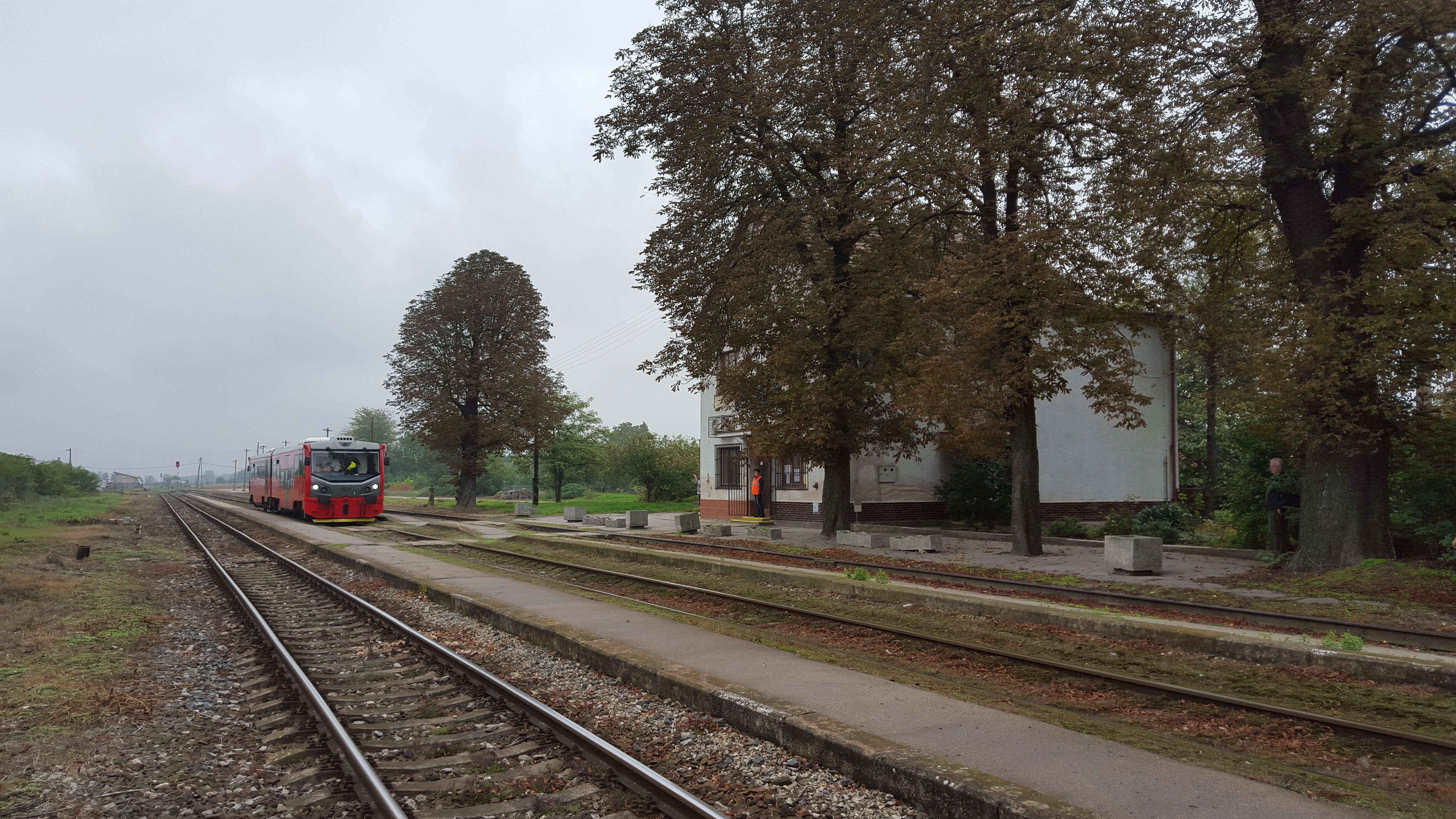
Station Zlatná na Ostrove

- Komárno (s) - vertakking naar spoorlijn 135: Nové Zámky – Komárom